# Ad Latjes

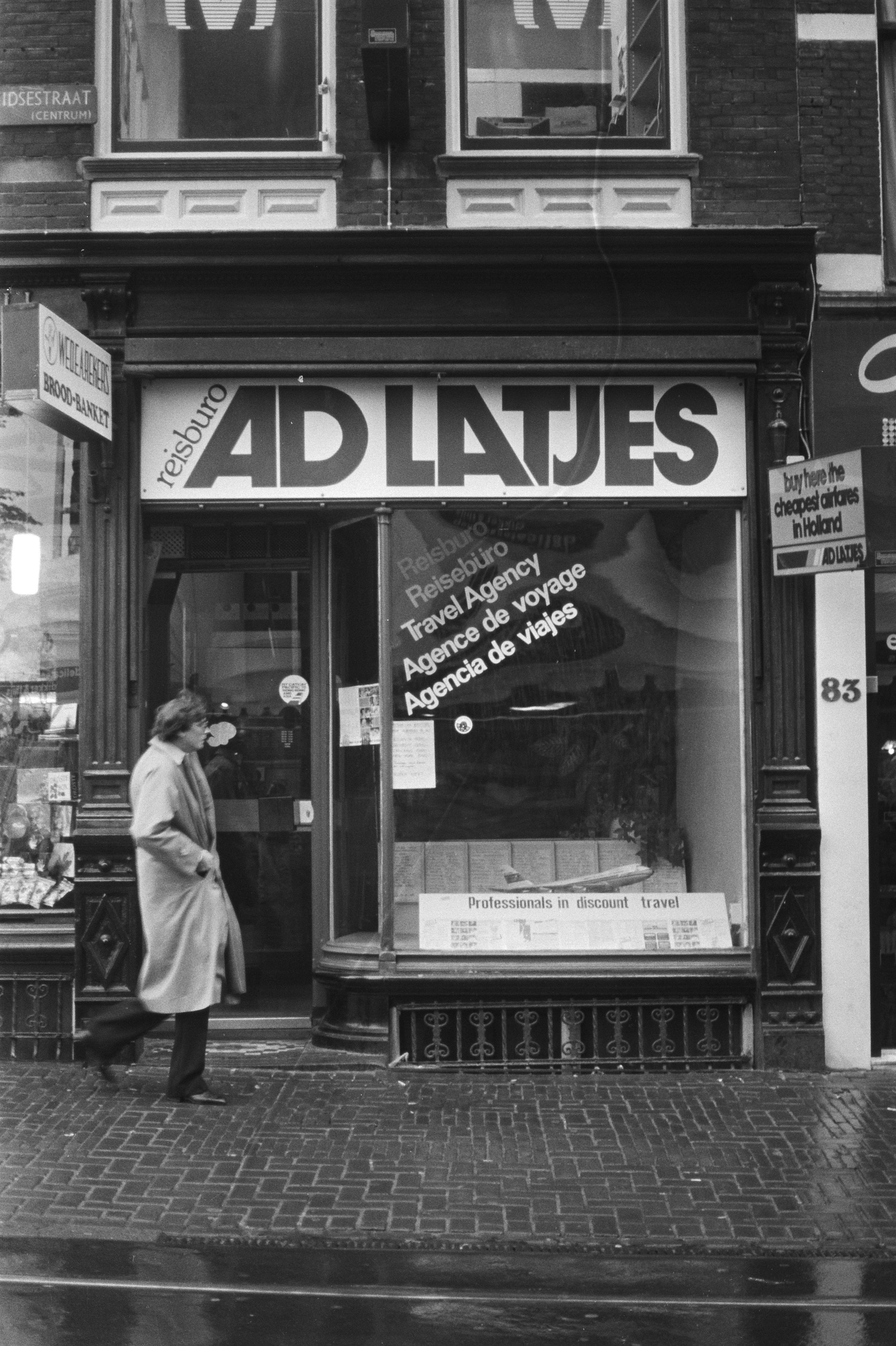
Het 'Reisburo Ad Latjes' in Amsterdam (1981)

Adrianus Antonius Joseph (Ad) Latjes (Amsterdam, 5 augustus 1950) is een Nederlands ondernemer.
Na de hbs ging hij economie studeren aan de Katholieke Hogeschool Tilburg. In 1971 begon hij Reisburo Ad Latjes dat gespecialiseerd was in goedkope vliegtickets. Die tickets kon hij zo goedkoop inkopen omdat het vaak ging om cross-border tickets. Een luchtvaartmaatschappij als KLM verkocht bijvoorbeeld in Engeland een vliegreis van Londen via Schiphol naar Zuid-Afrika die goedkoper was dan tickets die in Nederland verkocht werden voor dezelfde vlucht van Schiphol naar Zuid-Afrika. Luchtvaartmaatschappijen proberen op die manier klanten te lokken in een andere markt dan de thuismarkt. Latjes regelde dergelijke tickets voor klanten in Nederland waarbij het eerste deel van de reis dan niet gebruikt werd. Hoewel zijn reisbureau het goed deed, ging het eind 1981 failliet door problemen met vastgoedinvesteringen waarbij nogal wat klanten gedupeerd werden. Latjes zelf vermoedt dat Sergio Orlandini, toenmalig president-directeur van KLM en commissaris bij de Algemene Bank Nederland (ABN), daarbij een dubieuze rol heeft gespeeld doordat ABN opeens het rekening-courantkrediet van het reisbureau fors verlaagde. Een half jaar na dat faillissement werd door de reisbranche de Stichting Garantiefonds Reisgelden (SGR) opgericht om in soortgelijke gevallen de reizigers financieel te compenseren als ze de reis geboekt hebben bij een bij de SGR aangesloten organisatie.
Enkele jaren later kwam Latjes terug met Malibu Travel die soortgelijke producten verkocht. Luchtvaartmaatschappijen waren daar niet blij mee. KLM en Latjes raakten meermaals in een juridisch geschil met elkaar. De KLM won weliswaar twee keer in kort geding van hem maar onder druk van de publieke opinie besloot de maatschappij om klanten die de reis niet begonnen bij het oorspronkelijke vertrekpunt te accepteren.
In 1989 is hij European Travel Network begonnen die vanaf mei 1995 als reissite op internet zit. In 1999 verhuisde hij met zijn vrouw naar Costa Rica vanwaar hij leiding geeft aan dit bedrijf dat zich intussen als ETN presenteert omdat het zich niet (langer) beperkt tot Europa.